# 코소보구

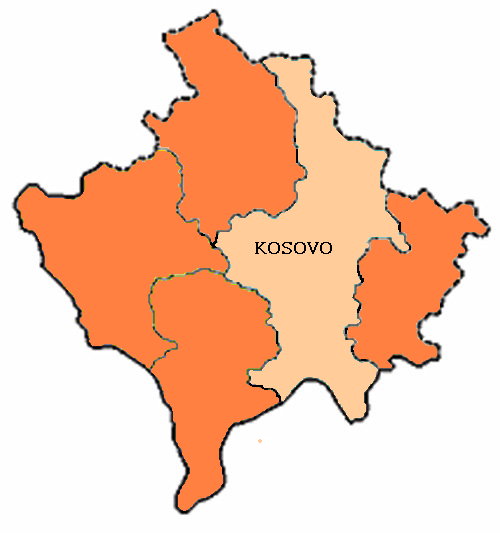
코소보 구의 위치

코소보구(세르비아어: Косовски округ, Kosovski okrug, 알바니아어: Distrikti i Kosoves)는 세르비아 코소보 메토히야 자치주에 위치한 구로 행정 중심지는 포자레바츠이며 면적은 3,095km2, 인구는 672,292명(2002년 인구 조사 기준), 인구 밀도는 217.2명/km2이다. 코소보는 2008년 세르비아로부터 독립을 선언한 상태이다.

## 지방 자치체
10개 지방 자치체를 관할한다.
- 프리슈티나 (Priština)
- 글로고바츠 (Glogovac)
- 코소보폴레 (Kosovo Polje)
- 리플란 (Lipljan)
- 오빌리치 (Obilić)
- 포두예보 (Podujevo)
- 우로셰바츠 (Uroševac, 페리자이)
- 슈티믈레 (Štimlje)
- 카차니크 (Kačanik)
- 슈트릅체 (Štrpce)